# Coupe du Monde
Coupe du Monde (Copa Mundial, en francés) fue el balón de fútbol oficial usado durante la Copa Mundial de 1938 realizada en Francia. Fue fabricado por la compañía local Allen, ubicada en la capital París, que proveyó al Torneo Olímpico de Fútbol de 1924 y a la Copa de Francia, siendo el primero de una marca comercial en el campeonato. Su diseño constaba de 13 paneles rectangulares de cuero marrón con tres formas y tiento cerrado por un cordón de algodón blanco. Es relacionado con el italiano Giuseppe Meazza y el brasileño Leônidas da Silva.